# Kipchoge Keino
Kipchoge Keino (Kip Keino) (Kipsamo, Kenya, 17 de gener de 1940) és un atleta kenyià de mig fons i fons.
Nascut a Kipsamo, Nandi District, Kenya, va ser un dels primers grans corredors de mig fons i fons d'una llarga llista que ha donat el seu país natal, i que han convertit Kenya en la potència atlètica que és avui dia.
Va començar la seva carrera als Jocs de la Commonwealth de 1962 a Perth (Austràlia) on va quedar onzè a les tres milles. Als Jocs Olímpics de Tòquio de 1964 va acabar cinquè en els 5.000 m i gairebé es va perdre la final de 1.500 metres. El 27 d'agost de 1965, Keino va millorar el rècord mundial dels 3.000 m per uns 6 segons, deixant-lo en 7:39.6 en la seva primera prova en aquesta distància. Més tard, aquest any va trencar el rècord mundial dels 5.000 m en possessió de Ron Clarke, marcant 13:24.2. Als Jocs de la Commonwealth de 1966 de Kingston (Jamaica) va guanyar les carreres de la milla i les tres milles. En els següents Jocs de la Commonwealth, Keino va guanyar els 1.500 m i va ser tercer en els 5.000 m.
El seu gran moment arribà als Jocs Olímpics de Mèxic de 1968, on va guanyar la medalla d'or en els 1.500 m (vencent al nord-americà Jim Ryun en un memorable duel) i la medalla de plata en els 5.000 m, malgrat una malaltia. Quatre anys més tard, als Jocs Olímpics de Múnic de 1972, va guanyar l'or en els 3.000 metres obstacles i la plata en els 1.500 metres.
El 1987, va compartir el premi Esportista de l'Any de la revista Sports Illustrated juntament amb altres set esportistes, pel seu treball amb els orfes. Actualment, Keino viu un una magnífica granja de Kenya occidental on controla i dirigeix una organització benèfica per als orfes i és el president del Comitè Olímpic Keniata. El 1996 va ser inclòs en el World Sports Humanitarian Hall of Fame. El seu fill Martin, l'únic que va seguir els seus passos en l'atletisme, fou dues vegades campió de la NCAA.

## Biografia

### Primers anys
Keino va néixer a Kipsamo, districte de Nandi, Kenya. El seu nom, Kipchoge, és una expressió en nandi per nascut a prop del cobert de magatzem de gra. Els seus pares van morir quan ell era petit i va ser criat per una tia. Després d'acabar l'escola, es va incorporar a la policia de Kenya. Abans de dedicar-se a l’atletisme, va jugar al rugbi.

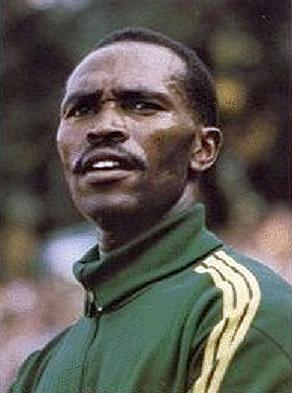
Kipchoge Keino (1972)

### Carrera esportiva
Va començar la seva carrera internacional als Jocs de la Commonwealth de 1962 a Perth, Austràlia Occidental, on va quedar onzè en les tres milles. Als Jocs Olímpics d'estiu de 1964 va acabar cinquè en 5000 m i va perdre la classificació per a la final de 1500 m.
El 27 d'agost de 1965, Keino va baixar el rècord mundial de 3000 m en més de 6 segons fins a 7:39,6 en el seu primer intent a la distància. Va guanyar dues medalles d'or (1500 i 5000 metres) als Jocs inaugurals de l'Àfrica. Més tard aquest any, va batre el rècord mundial de 5.000 m que tenia Ron Clarke, marcant 13:24.2. Als Jocs de la Commonwealth de 1966 a Kingston, Jamaica, va guanyar tant la carrera de milles com la de tres milles. En els següents Jocs de la Commonwealth, Keino va guanyar els 1500 metres i va ser tercer en els 5000 metres.
Als Jocs Olímpics d'estiu de 1968 a Ciutat de Mèxic, va guanyar la medalla d'or dels 1500 metres (derrotant al favorit nord-americà i rècord mundial Jim Ryun per 20 metres, el marge més gran de victòria de la història de l'esdeveniment) i la medalla de plata dels 5000 m. Quatre anys més tard, va guanyar els 3.000 metres d'obstacles d'or i 1.500 metres de plata als Jocs Olímpics d'estiu de 1972 a Múnic, Alemanya. Keino va ser l'abanderat de Kenya als Jocs Olímpics d'estiu de 1964 i a les cerimònies d'obertura dels Jocs Olímpics d'estiu de 1972. Keino es va retirar el 1973. És a la portada del número d'octubre de 1968 de Track and Field News, el primer número després dels Jocs Olímpics. Va compartir la portada del número de setembre de 1969 amb Naftali Bon.

### Després de l'atletisme
- Amb la seva dona, Phyllis Keino,[10][11] ha dedicat esforços importants a la tasca humanitària a Eldoret, Kenya.[12][13][14] Han establert la Llar Infantil Lewa per a orfes, l’escola primària KipKeino el 1999[15][16] i l'escola secundària Kip Keino el 2009.[17]

- Pel seu treball amb orfes, va compartir el premi Esportistes de l'any de la revista Sports Illustrated el 1987 amb set més, caracteritzats com Athletes Who Care. El 1996, l'estadi Kipchoge Keino d'Eldoret va rebre el seu nom.[3]

- El 2007, va ser nomenat doctor honoris causa en Dret per la Universitat de Bristol.[18] Abans, la Universitat Egerton de Nakuru li havia concedit un títol honorífic. El juliol de 2012, va rebre més reconeixement de la ciutat de Bristol després que el Comitè Olímpic de Kenya, sota la seva presidència, convertís Bristol en la base d'entrenament dels seus atletes en preparació per als Jocs Olímpics de Londres 2012. El 2012, Kipchoge Keino va estar entre els membres del Saló de la fama[19] de la IAAF.[20][21] L’Ajuntament de Bristol li va concedir la llibertat de la ciutat, convertint-lo en el primer a rebre aquest honor de Bristol des de Sir Winston Churchill.[3] L'any 2000, es va convertir en membre honorari del Comitè Olímpic Internacional (COI).[22]

- El 5 d'agost de 2016, a la cerimònia d'obertura olímpica a Rio de Janeiro, Brasil, Keino va rebre el primer Llorer Olímpic, pel seu servei excepcional al moviment olímpic.[23]

- El 14 de maig de 2021, l'asteroide jovià 39285 Kipkeino, descobert pels astrònoms a Spacewatch el 1997, va ser nomenat en el seu honor.[24]

## Vida personal
Keino viu en una granja a Eldoret, Kenya, on controla i dirigeix una organització benèfica per a orfes. Està casat amb Phyllis Keino.